# Bactericera arcuata
Bactericera arcuata är en insektsart som först beskrevs av Leonard D. Tuthill 1942.  Bactericera arcuata ingår i släktet Bactericera och familjen spetsbladloppor. Inga underarter finns listade i Catalogue of Life.